# Piper clathratum
Piper clathratum är en pepparväxtart som beskrevs av Sod. och C. Dc.. Piper clathratum ingår i släktet Piper och familjen pepparväxter. Inga underarter finns listade i Catalogue of Life.